# Лагуна Парк (Тексас)
Лагуна Парк (енгл. Laguna Park) насељено је место без административног статуса у америчкој савезној држави Тексас.

## Демографија
По попису из 2010. године број становника је 1.276.
| Група             | 2000.    | 2010.         |
| Белци             | 0 (0,0%) | 1.198 (93,9%) |
| Афроамериканци    | 0 (0,0%) | 6 (0,5%)      |
| Азијати           | 0 (0,0%) | 0 (0,0%)      |
| Хиспаноамериканци | 0 (0,0%) | 49 (3,8%)     |
| Укупно            | 0        | 1.276         |